# Olympique Gymnaste Club de Nice Côte d'Azur 2025-2026
Questa voce raccoglie le informazioni riguardanti l'Olympique Gymnaste Club de Nice Côte d'Azur nelle competizioni ufficiali della stagione 2025-2026.

## Stagione
La stagione 2025-2026 è la novantanovesima nella storia del club e la sua sessantacseiesima nella massima divisione. Essa vede il Nizza partecipare alla Ligue 1, per la ventiquattresima stagione consecutiva, alla Coppa di Francia in ambito nazionale, e in UEFA Champions League in ambito europeo.

## Rosa
Rosa aggiornata al 15 agosto 2025.
| N. |                           | Ruolo | Calciatore          |
| -- | ------------------------- | ----- | ------------------- |
| 2  | Tunisia (bandiera)        | D     | Ali Abdi            |
| 4  | Brasile (bandiera)        | D     | Dante (capitano)    |
| 5  | Egitto (bandiera)         | D     | Mohamed Abdel Monem |
| 6  | Algeria (bandiera)        | C     | Hicham Boudaoui     |
| 7  | Costa d'Avorio (bandiera) | A     | Jérémie Boga        |
| 8  | Paesi Bassi (bandiera)    | C     | Pablo Rosario       |
| 9  | Nigeria (bandiera)        | A     | Terem Moffi         |
| 10 | Francia (bandiera)        | C     | Sofiane Diop        |
| 11 | Francia (bandiera)        | C     | Morgan Sanson       |
| 14 | Algeria (bandiera)        | A     | Bilal Brahimi       |
| 19 | Algeria (bandiera)        | A     | Badredine Bouanani  |
| 20 | Francia (bandiera)        | A     | Tom Louchet         |
| 21 | Svezia (bandiera)         | A     | Isak Jansson        |
| 22 | Francia (bandiera)        | C     | Tanguy Ndombele     |
| 23 | Francia (bandiera)        | C     | Gabin Bernardeau    |

| N. |                         | Ruolo | Calciatore            |
| -- | ----------------------- | ----- | --------------------- |
| 24 | Francia (bandiera)      | A     | Gaëtan Laborde        |
| 25 | Francia (bandiera)      | A     | Momo Cho              |
| 26 | Francia (bandiera)      | D     | Melvin Bard           |
| 28 | Sierra Leone (bandiera) | D     | Juma Bah              |
| 30 | Polonia (bandiera)      | P     | Bartosz Żelazowski    |
| 31 | Francia (bandiera)      | P     | Maxime Dupé           |
| 33 | Francia (bandiera)      | D     | Antoine Mendy         |
| 37 | Ghana (bandiera)        | D     | Kojo Peprah Oppong    |
| 39 | Francia (bandiera)      | C     | Djibril Coulibaly     |
| 44 | Francia (bandiera)      | D     | Amidou Doumbouya      |
| 47 | Camerun (bandiera)      | A     | Bernard Nguene        |
| 55 | Burundi (bandiera)      | D     | Youssouf Ndayishimiye |
| 64 | Canada (bandiera)       | D     | Moïse Bombito         |
| 88 | Senegal (bandiera)      | P     | Yehvann Diouf         |
| 92 | Francia (bandiera)      | D     | Jonathan Clauss       |
| 99 | Ghana (bandiera)        | C     | Salis Abdul Samed     |

## Calciomercato

### Sessione estiva
| Acquisti         | Acquisti           | Acquisti        | Acquisti                    |
| R.               | Nome               | da              | Modalità                    |
| ---------------- | ------------------ | --------------- | --------------------------- |
| A                | Isak Jansson       | Rapid Vienna    | definitivo (10 milioni €)   |
| P                | Yehvann Diouf      | Stade Reims     | definitivo (6,5 milioni €)  |
| D                | Kojo Peprah Oppong | IFK Norrköping  | definitivo (2,68 milioni €) |
| C                | Salis Abdul Samed  | Lens            | definitivo (2,5 milioni €)  |
| C                | Gabin Bernardeau   | Le Mans         | gratuito                    |
| D                | Juma Bah           | Manchester City | gratuito                    |
| Altre operazioni |                    |                 |                             |
| R.               | Nome               | da              | Modalità                    |
| D                | Jean-Clair Todibo  | West Ham Utd    | fine prestito               |
| D                | Mattia Viti        | Empoli          | fine prestito               |
| D                | Billal Brahimi     | Sint-Truiden    | fine prestito               |
| C                | Rareș Ilie         | Catanzaro       | fine prestito               |
| D                | Ayoub Amraoui      | Martigues       | fine prestito               |
| A                | Aliou Baldé        | Losanna         | fine prestito               |
| C                | Issiaga Camara     | Digione         | fine prestito               |

| Cessioni         | Cessioni            | Cessioni          | Cessioni                  |
| R.               | Nome                | a                 | Modalità                  |
| ---------------- | ------------------- | ----------------- | ------------------------- |
| D                | Jean-Clair Todibo   | West Ham Utd      | definitivo (40 milioni €) |
| A                | Jean-Clair Todibo   | Aston Villa       | definitivo (30 milioni €) |
| P                | Marcin Bułka        | Neom              | definitivo (15 milioni €) |
| A                | Gaëtan Laborde      | Al-Diriyah        | definitivo (4 milioni €)  |
| D                | Ayoub Amraoui       | Shabab Al-Ahli    | n.d.                      |
| C                | Rareș Ilie          | Empoli            | prestito                  |
| Altre operazioni |                     |                   |                           |
| R.               | Nome                | da                | Modalità                  |
| A                | Aliou Baldé         | San Gallo         | prestito                  |
| A                | Victor Orakpo       | Montpellier       | prestito                  |
| C                | Issiaga Camara      | Brommapojkarna    | prestito                  |
| P                | Teddy Boulhendi     | Bourg-en-Bresse   | prestito                  |
| D                | Yaël Nandjou        |                   | svincolato                |
| A                | Youssoufa Moukoko   | Borussia Dortmund | fine prestito             |
| C                | Baptiste Santamaria | Rennes            | fine prestito             |

### Sessione invernale
| Acquisti         | Acquisti         | Acquisti         | Acquisti         |
| R.               | Nome             | da               | Modalità         |
| Altre operazioni | Altre operazioni | Altre operazioni | Altre operazioni |
| R.               | Nome             | da               | Modalità         |
| ---------------- | ---------------- | ---------------- | ---------------- |

| Cessioni         | Cessioni         | Cessioni         | Cessioni         |
| R.               | Nome             | a                | Modalità         |
| Altre operazioni | Altre operazioni | Altre operazioni | Altre operazioni |
| R.               | Nome             | da               | Modalità         |
| ---------------- | ---------------- | ---------------- | ---------------- |

## Risultati

### Ligue 1

#### Girone di andata
| Arbitro: | Léonard |

|  |           |            |
|  | Marcatori | 89’ Sidibé |

| Nizza 23 agosto 2025, ore 19:00 CEST 2ª giornata | Nizza | – referto | Auxerre | Allianz Riviera |

| Le Havre 31 agosto 2025, ore 17:15 CEST 3ª giornata | Le Havre | – referto | Nizza | Stadio Océane |

| Nizza 4ª giornata | Nizza | – | Nantes | Allianz Riviera |

| Brest 5ª giornata | Brest | – | Nizza | Stadio Francis Le Blé |

| Nizza 6ª giornata | Nizza | – | Paris FC | Allianz Riviera |

| Fontvieille 7ª giornata | Monaco | – | Nizza | Stadio Louis II |

| Nizza 8ª giornata | Nizza | – | Olympique Lione | Allianz Riviera |

| Rennes 9ª giornata | Rennes | – | Nizza | Roazhon Park |

| Nizza 10ª giornata | Nizza | – | Lilla | Allianz Riviera |

### UEFA Champions League

#### Turni Preliminari
| Arbitro: | Oliver |

|  |           |                             |
|  | Marcatori | 53’ Ivanović 88’ Florentino |

| Arbitro: | Guida |

|                             |           |  |
| Aursnes 19’ Schjelderup 27’ | Marcatori |  |

## Statistiche

### Statistiche di squadra
| Competizione     | Punti | In casa | In casa | In casa | In casa | In casa | In casa | In trasferta | In trasferta | In trasferta | In trasferta | In trasferta | In trasferta | Totale | Totale | Totale | Totale | Totale | Totale | DR |
| Competizione     | Punti | G       | V       | N       | P       | Gf      | Gs      | G            | V            | N            | P            | Gf           | Gs           | G      | V      | N      | P      | Gf     | Gs     | DR |
| ---------------- | ----- | ------- | ------- | ------- | ------- | ------- | ------- | ------------ | ------------ | ------------ | ------------ | ------------ | ------------ | ------ | ------ | ------ | ------ | ------ | ------ | -- |
| Ligue 1          | 0     | 1       | 0       | 0       | 1       | 0       | 1       |              |              |              |              |              |              | 1      | 0      | 0      | 1      | 0      | 1      | -1 |
| Coppa di Francia | -     |         |         |         |         |         |         |              |              |              |              |              |              |        |        |        |        |        |        |    |
| Champions League | -     | 1       | 0       | 0       | 1       | 0       | 2       | 1            | 0            | 0            | 1            | 0            | 2            | 2      | 0      | 0      | 2      | 0      | 4      | -4 |
| Europa League    | -     |         |         |         |         |         |         |              |              |              |              |              |              |        |        |        |        |        |        |    |
| Totale           | -     | 2       | 0       | 0       | 2       | 0       | 3       | 1            | 0            | 0            | 1            | 0            | 2            | 3      | 0      | 0      | 3      | 0      | 5      | -5 |

### Andamento in campionato
| Giornata  | 1 | 2 | 3 | 4 | 5 | 6 | 7 | 8 | 9 | 10 | 11 | 12 | 13 | 14 | 15 | 16 | 17 | 18 | 19 | 20 | 21 | 22 | 23 | 24 | 25 | 26 | 27 | 28 | 29 | 30 | 31 | 32 | 33 | 34 |
| --------- | - | - | - | - | - | - | - | - | - | -- | -- | -- | -- | -- | -- | -- | -- | -- | -- | -- | -- | -- | -- | -- | -- | -- | -- | -- | -- | -- | -- | -- | -- | -- |
| Luogo     | C | C | T | C | T | C | T | C | T | C  | T  | T  | C  | T  | C  | T  | C  | T  | T  | C  | C  | T  | C  | T  | C  | T  | C  | T  | C  | T  | T  | C  | T  | C  |
| Risultato | P |   |   |   |   |   |   |   |   |    |    |    |    |    |    |    |    |    |    |    |    |    |    |    |    |    |    |    |    |    |    |    |    |    |
| Posizione |   |   |   |   |   |   |   |   |   |    |    |    |    |    |    |    |    |    |    |    |    |    |    |    |    |    |    |    |    |    |    |    |    |    |

Legenda:

Luogo: C = Casa; T = Trasferta. Risultato: V = Vittoria; N = Pareggio; P = Sconfitta.

### Statistiche dei giocatori
Sono in corsivo i calciatori che hanno lasciato la società a stagione in corso.
| Giocatore     | Ligue 1  | Ligue 1 | Ligue 1     | Ligue 1    | Coppa di Francia | Coppa di Francia | Coppa di Francia | Coppa di Francia | Champions League | Champions League | Champions League | Champions League | Europa League | Europa League | Europa League | Europa League | Totale   | Totale | Totale      | Totale     |
| Giocatore     | Presenze | Reti    | Ammonizioni | Espulsioni | Presenze         | Reti             | Ammonizioni      | Espulsioni       | Presenze         | Reti             | Ammonizioni      | Espulsioni       | Presenze      | Reti          | Ammonizioni   | Espulsioni    | Presenze | Reti   | Ammonizioni | Espulsioni |
| ------------- | -------- | ------- | ----------- | ---------- | ---------------- | ---------------- | ---------------- | ---------------- | ---------------- | ---------------- | ---------------- | ---------------- | ------------- | ------------- | ------------- | ------------- | -------- | ------ | ----------- | ---------- |
| J. Bah        | 1        | 0       | 0           | 0          | 0                | 0                | 0                | 0                | 2                | 0                | 2                | 0                | 0             | 0             | 0             | 0             | 3        | 0      | 2           | 0          |
| M. Bard       | 1        | 0       | 0           | 0          | 0                | 0                | 0                | 0                | 2                | 0                | 0                | 0                | 0             | 0             | 0             | 0             | 3        | 0      | 0           | 0          |
| G. Bernardeau | 0        | 0       | 0           | 0          | 0                | 0                | 0                | 0                | 1                | 0                | 0                | 0                | 0             | 0             | 0             | 0             | 1        | 0      | 0           | 0          |
| J. Boga       | 1        | 0       | 0           | 0          | 0                | 0                | 0                | 0                | 2                | 0                | 0                | 0                | 0             | 0             | 0             | 0             | 3        | 0      | 0           | 0          |
| H. Boudaoui   | 1        | 0       | 1           | 0          | 0                | 0                | 0                | 0                | 1                | 0                | 0                | 0                | 0             | 0             | 0             | 0             | 2        | 0      | 1           | 0          |
| B. Brahimi    | 1        | 0       | 0           | 0          | 0                | 0                | 0                | 0 02             | 0                | 0                | 0                | 0                | 0             | 0             | 0             |               | 1        | 0      | 0           | 0          |
| B. Bouanani   | 1        | 0       | 0           | 0          | 0                | 0                | 0                | 0                | 2                | 0                | 0                | 0                | 0             | 0             | 0             | 0             | 3        | 0      | 0           | 0          |
| J. Clauss     | 1        | 0       | 0           | 0          | 0                | 0                | 0                | 0                | 2                | 0                | 1                | 0                | 0             | 0             | 0             | 0             | 3        | 0      | 1           | 0          |
| D. Coulibaly  | 0        | 0       | 0           | 0          | 0                | 0                | 0                | 0                | 1                | 0                | 0                | 0                | 0             | 0             | 0             | 0             | 1        | 0      | 0           | 0          |
| Dante         | 0        | 0       | 0           | 0          | 0                | 0                | 0                | 0                | 1                | 0                | 0                | 0                | 0             | 0             | 0             | 0             | 1        | 0      | 0           | 0          |
| S. Diop       | 1        | 0       | 0           | 0          | 0                | 0                | 0                | 0                | 2                | 0                | 0                | 0                | 0             | 0             | 0             | 0             | 3        | 0      | 0           | 0          |
| Y. Diouf      | 1        | -1      | 0           | 0          | 0                | -0               | 0                | 0                | 2                | -4               | 0                | 0                | 0             | 0             | 0             | 0             | 3        | -5     | 0           | 0          |
| M. Dupé       | 0        | -0      | 0           | 0          | 0                | -0               | 0                | 0                | 0                | -0               | 0                | 0                | 0             | 0             | 0             | 0             | 0        | 0      | 0           | 0          |
| I. Jansson    | 1        | 0       | 0           | 0          | 0                | 0                | 0                | 0                | 2                | 0                | 0                | 0                | 0             | 0             | 0             | 0             | 3        | 0      | 0           | 0          |
| H. Koutoune   | 0        | 0       | 0           | 0          | 0                | 0                | 0                | 0                | 1                | 0                | 0                | 0                | 0             | 0             | 0             | 0             | 1        | 0      | 0           | 0          |
| T. Louchet    | 1        | 0       | 0           | 0          | 0                | 0                | 0                | 0                | 2                | 0                | 1                | 0                | 0             | 0             | 0             | 0             | 3        | 0      | 1           | 0          |
| A. Mendy      | 1        | 0       | 0           | 0          | 0                | 0                | 0                | 0                | 2                | 0                | 1                | 0                | 0             | 0             | 0             | 0             | 3        | 0      | 1           | 0          |
| T. Moffi      | 1        | 0       | 0           | 0          | 0                | 0                | 0                | 0                | 2                | 0                | 0                | 0                | 0             | 0             | 0             | 0             | 3        | 0      | 0           | 0          |
| B. Nguene     | 1        | 0       | 1           | 0          | 0                | 0                | 0                | 0                | 2                | 0                | 0                | 0                | 0             | 0             | 0             | 0             | 3        | 0      | 1           | 0          |
| K.P. Oppong   | 1        | 0       | 0           | 0          | 0                | 0                | 0                | 0                | 2                | 0                | 0                | 0                | 0             | 0             | 0             | 0             | 3        | 0      | 0           | 0          |
| P. Rosario    | 0        | 0       | 0           | 0          | 0                | 0                | 0                | 0                | 1                | 0                | 0                | 0                | 0             | 0             | 0             | 0             | 1        | 0      | 0           | 0          |
| S.A. Samed    | 1        | 0       | 0           | 0          | 0                | 0                | 0                | 0                | -                | -                | -                | -                | 0             | 0             | 0             | 0             | 1        | 0      | 0           | 0          |
| M. Sanson     | 0        | 0       | 0           | 0          | 0                | 0                | 0                | 0                | 1                | 0                | 0                | 0                | 0             | 0             | 0             | 0             | 1        | 0      | 0           | 0          |